# Beals Wright
Beals Coleman Wright (Boston, 19 de dezembro de 1879 - Alton, 23 de agosto de 1961) foi um jogador de tênis norte-americano, que se destacou no começo do século XX, ganhando duas medalhas de ouro nos Jogos Olímpicos de St. Louis.

## Carreira
Beals se destacou tanto em simples como em duplas. Seu jogo era caracterizado por sua agressividade, tentando sempre avançar até a rede e devolver dentro das margens da quadra. Seu irmão Irving também foi um bom jogador de tênis.
Seu primeiro sucesso importante foi em 1901 quando chegou às finais tanto de simples como em duplas do US Championships, perdendo em ambas. Ganhou seu primeiro título importante em 1904, quando ficou com as medalhas em simples e em duplas (junto a Edward Leonard) dos Jogos Olímpicos de St. Louis. Na final superou a seu compatriota Robert LeRoy, em um torneio que contou com só um jogador estrangeiro. Nesse mesmo ano, conquistou seu primeiro US Championships em duplas, junto com Holcombe Ward.
Sua melhor temporada foi em 1905, quando tornou-se o segundo jogador canhoto a conquistar o US Championships em simples, destronando ao campeão e companheiro de duplas Holcombe Ward. Em seu caminho ao título venceu a outros grandes jogadores como William Larned, Clarence Hobart e William Clothier. Com Ward, conquistaram seu segundo título de duplas consecutivo no torneio. Além disso, fez sua primeira Copa Davis, onde venceu as estrelas australianas, Norman Brookes e Anthony Wilding, na partida antes da final ante as Ilhas Britânicas. Na final, perderam de forma inconteste para o time liderado por Lawrence Doherty, e Wright perdeu em duplas com Ward, justamente frente aos irmãos Doherty.
Em 1906 defendeu seu título de duplas no US Championships e fez parte da equipe de Copa Davis em 1907. Em 1908, teve duas enormes vitórias ante Norman Brookes e Anthony Wilding na final da Copa Davis, em Christchurch, Nova Zelândia, mesmo perdendo em duplas com Fred Alexander e a Australásia conseguiu reter a copa que tinha conquistado no ano anterior. Sua última participação na copa foi na final de 1912, onde perdeu as duas partidas que jogou, e se aposentou do tênis sem ter conquistado um troféu de Copa Davis. Em simples, alcançou duas vezes mais a final do US Championships: em 1906 (por sua condição de campeão do ano anterior) perdeu para William Clothier e em 1908 perdeu para William Larned.
Em 1956 foi incluso no International Tennis Hall of Fame.

## Torneios de Grand Slam

### Campeão Individual (1)
| Ano  | Torneio          | Oponente na final | Resultado    |
| 1905 | US Championships | Holcombe Ward     | 6-2 6-1 11-9 |

### Finalista Individual (3)
| Ano  | Torneio          | Oponente na final | Resultado       |
| 1901 | US Championships | William Larned    | 2-6 8-6 4-6 4-6 |
| 1906 | US Championships | William Clothier  | 3-6 0-6 4-6     |
| 1908 | US Championships | William Clothier  | 1-6 2-6 6-8     |

### Campeão em Duplas (3)
| Ano  | Torneio          | Parceiro      | Oponentes na final            | Resultado           |
| 1904 | US Championships | Holcombe Ward | Kreigh Collins Raymond Little | 1-6 6-2 3-6 6-4 6-1 |
| 1905 | US Championships | Holcombe Ward | Fred Alexander Harold Hackett | 6-4 6-4 6-1         |
| 1906 | US Championships | Holcombe Ward | Fred Alexander Harold Hackett | 6-3 3-6 6-3 6-3     |

### Finalista Duplas (3)
| Ano  | Torneio          | Parceiro       | Oponentes na final             | Resultado   |
| 1901 | US Championships | Leo Ware       | Dwight Davis Holcombe Ward     | 3-6 7-9 1-6 |
| 1907 | Wimbledon        | Karl Behr      | Norman Brookes Anthony Wilding | 4-6 4-6 2-6 |
| 1908 | US Championships | Raymond Little | Fred Alexander Harold Hackett  | 1-6 5-7 2-6 |